# Яакко Ютейні
Яакко Ютейні (фін. Jaakko Juteini; 14 липня 1781, комуна Гаттула, Фінляндія — 20 червня 1855 Війпурі (Виборг), Карелія) — фінський поет-просвітитель, драматург, громадський діяч. Один із засновників модерного фінського націоналізму. Писав шведською і фінською мовами.
Філософську працю Ютейні «Записи міркувань на різні теми» («Anteckningar af tankar uti warianta ämnen», 1827), яка мала антиклерикальне звучання, публічно спалено. Низка віршів Ютейні стали народними піснями.

## Біографія
Народився у багатодітній родині (шестеро дітей) Гейккі Міконпойка у Шведському королівстві. Після смерті батьків спочатку навчався у місті Гямеенлінна, а потім у різних релігійних закладах Турку, зокрема в університеті (1800), де хотів здобути право на священство. Позитивно прийняв анексію Фінляндії з боку Російської імперії (1809), оскільки сподівався на створення місцевих органів державної влади.

## Творчість
У вірші «Розпис на ганебному стовпі для фінських вчених» (1817), а також вступній статті до «Граматики фінської мови» (1818) вмістив відозви проти дискримінації фінської мови у Великому князівстві Фінляндському.
У п'єсі «Сімейство» (1817) і віршах захищав честь фінського селянства, пригнобленого шведськими аристократами. Автор сатиричної антиклерикальної п'єси «Жарт про нечисті сили» («Pila pahoista hengistä», 1817).

## Громадська діяльність
1813 — переїжджає до м. Виборг, де розгорнув велику громадську діяльність; як лояльний до Петербурга представник фінської інтелігенції, стає секретарем міського магістрату м. Виборг (1813—1840), цензором виборзької друкарні (1840). Один із засновників фіномовного журналу «Вісник» («Sanan-saattaja», 1833). Клопочеться про створення публічної бібілотеки (відкрита 1841 за участю Густава Маннергейма — діда Карла Маннергейма). Член-засновник і перший президент Виборзького Фінського Літературного товариства (1845). Але видання праці Ютейні «Записи міркувань на різні теми» спричинило загальноімперський скандал, так що у справу з забороною цієї книжку втрутився начальник таємної поліції Російської імперії О. Бенкендорф. Зрештою, весь наклад книжки спалено, а сам Ютейні змушений був перейти цілком на громадську роботу.
У мовній політиці Ютейні наполягав: престиж мови забезпечує її державність та патріотичне виховання її носіїв. «Мова — залізний обруч, мова злютовує народ воєдино», — сказав він 1820.
У фінській історії Ютейні — один із батьків сучасного фінського націоналізму, провісник державної емансипації фінської мови.